# Нецветай, Алексей Игнатьевич
Алексей Игнатьевич Нецветай (1908 — 1941) — советский промышленный деятель.

## Биография
Родился 26 февраля 1908 года.
В юности принимал участие в комсомольской работе. В 1935 году окончил Ростовский институт инженеров железнодорожного транспорта (ныне Ростовский государственный университет путей сообщения), получив диплом инженера-механика паровозного хозяйства. Продолжил обучение в аспирантуре, после окончания которой был распределён на Кировскую железную дорогу с должностью начальника политотдела магистрали. В мае 1938 года стал самым молодым начальником Азово-Черноморской железной дороги им. Ворошилова (ныне Северо-Кавказская железная дорога). Во время его руководства дорога добилась высоких показателей. Так в 1939 году здесь было проведено 800 тяжеловесных поездов и дополнительно перевезено 250 тысяч тонн груза. По результатам работы этого года ряд железнодорожников был удостоен государственных наград, в их числе орден Трудового Красного Знамени получил Алексей Нецветай. Будучи членом  ВКП(б)/КПСС, в марте 1939 года был в числе делегатов, избранных на XVIII съезд ВКП(б) от Ростовской областной партийной организации.
Во время наступления немцев на Ростов-на-Дону в ноябре 1941 года на железнодорожной станции произошёл бой с группой немецких диверсантов, переодетых в советскую форму. А.И. Нецветай был ими захвачен и расстрелян у стены дома на улице Энгельса (ныне Большая Садовая) 21 ноября. Спустя десять дней после расстрела, когда город временно был отбит у фашистов, тело Алексея Игнатьевича было похоронено в сквере у здания Управления дороги. В настоящее время его прах находится на Армянском кладбище города.

## Награды
Был награждён орденами Трудового Красного Знамени (1939) и Ленина (1942, посмертно).

## Память

Памятная доска в Ростове

- В мае 2009 года Алексею Ивановичу в Ростове-на-Дону на месте его гибели установлена мемориальная доска[3] (скульптор Н. В. Басаковский)[4].